# Johann Christian Schleip
Johann Christian Schleip (* 2. September 1786 in Tüngeda bei Gotha; † 8. September 1848 in Berlin) war ein deutscher Klavierbauer. Schleip wurde bekannt durch seine Sonderbauform der schrankförmigen aufrechten Fortepiano in Lyraform.

## Leben
In seiner Instrumentenbauzeit in Tüngeda bei Gotha wurde Schleip 1813 durch seine Erfindung der Pedale mit Fortepiano-Ton bekannt.
1818 kam Johann Schleip nach Berlin und eröffnete eine eigene Werkstatt zur Herstellung von Musikinstrumenten.  Seine Tätigkeit in Berlin ist von 1820 bis 1848 nachgewiesen.  Im April 1828 heiratete Johann Schleip „Emilie Albertine Runge“. Im Juli 1831 wurde ihr einziges Kind Benedictus geboren. Während seiner Schaffenszeit meldet Schleip zahlreiche Patente an. Nach seinem Tod führte der Sohn Benedictus Schleip die Werkstatt bis 1908 weiter, J.C Schleid wurde an Carl H. Hintze Berlin,  Klavierbau und Königlicher Hoflieferant verkauft.

## Werke

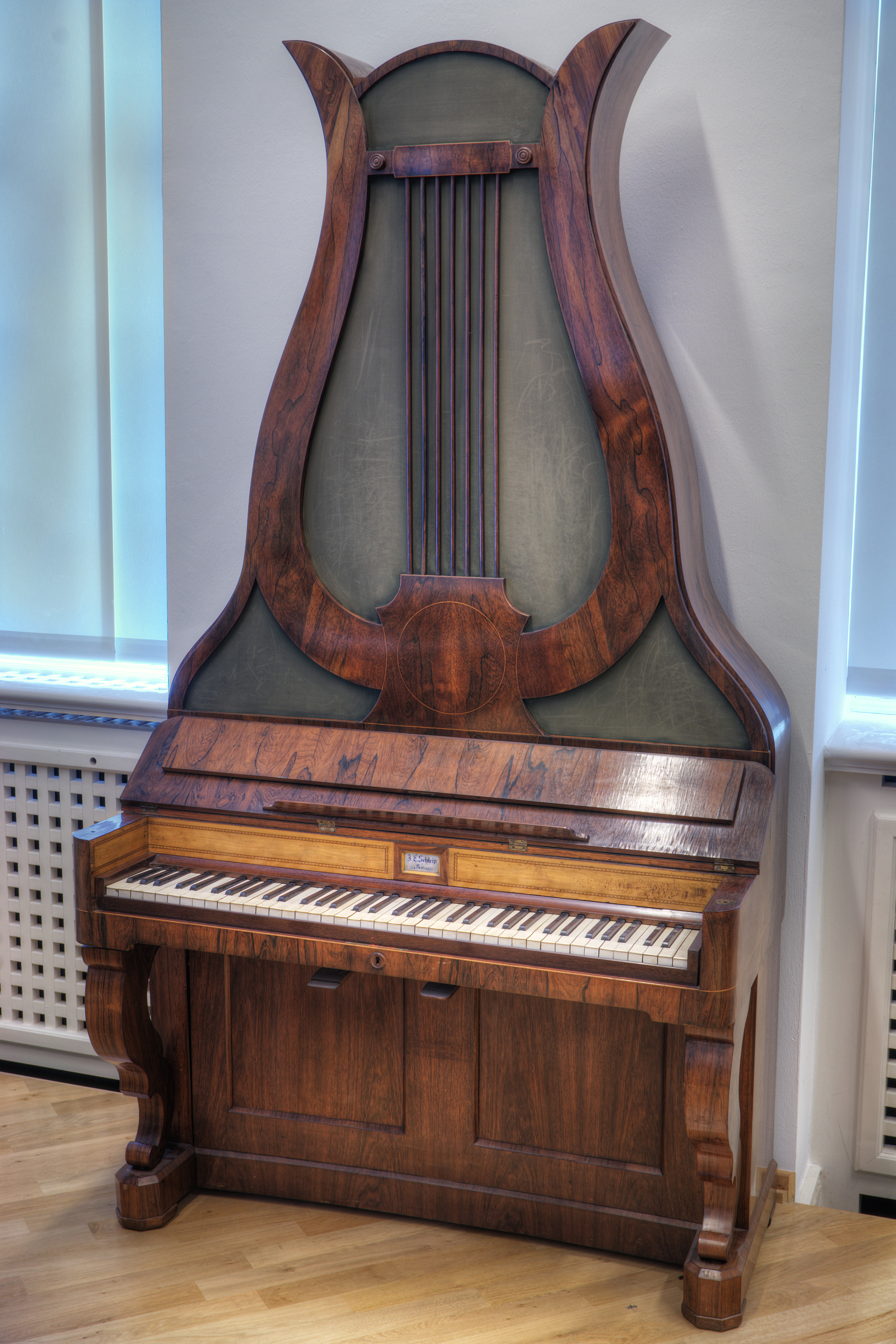
Schleip Lyraflügel 1822

Schleips Spezialität war die Herstellung von Hammerflügel in Lyraform. Diese Art von Klavier wurde fast ausschließlich in Berlin zwischen 1820 und 1850 hergestellt. Die Lyraflügel waren ein fester Bestandteil der modernen bürgerlichen Biedermeier-Salons in norddeutschen Landen. Einige gut erhaltene Lyraflügel befinden sich heute weltweit in Museen sowie in privaten Sammlungen.  Ein spielbarer Hammerflügel in Lyraform, den Schleip um 1820/25 fertigte, wird heute im Historischen Museum Basel ausgestellt.

### Beschreibung
```
Schleip Hammerflügel in Lyraform um 1820/25. Die Signatur befindet sich auf einem Porzellanschild auf dem Vorsatzbrett: „J. C. Schleip in Berlin“
```

- Umfang: 6 Oktaven (F1-f4)
- aufrechte englische Stoßzungenmechanik mit Auslösung
- drei Kniehebel für Una-corda-Verschiebung
- Fagottzug (F1-f1) und Dämpferhebung
- Gehäuse Palisanderholz furniert  und Filet-Intarsien, Oberrahmen durchbrochen, mit grünem Seidenstoff bespannt, Korpusform einer stilisierten Lyra
- Tastenbeläge: Elfenbein (Untertasten) und Ebenholz (Obertasten)
- Saiten aus Messing und Stahl, durchgehend 2-chörig
- Abmessungen:
  - Höhe: gesamt 207 cm  (mit Beinen)
  - Breite: 112 cm
  - Tiefe:  59 cm

## Weitere erhaltene Schleip Instrumente

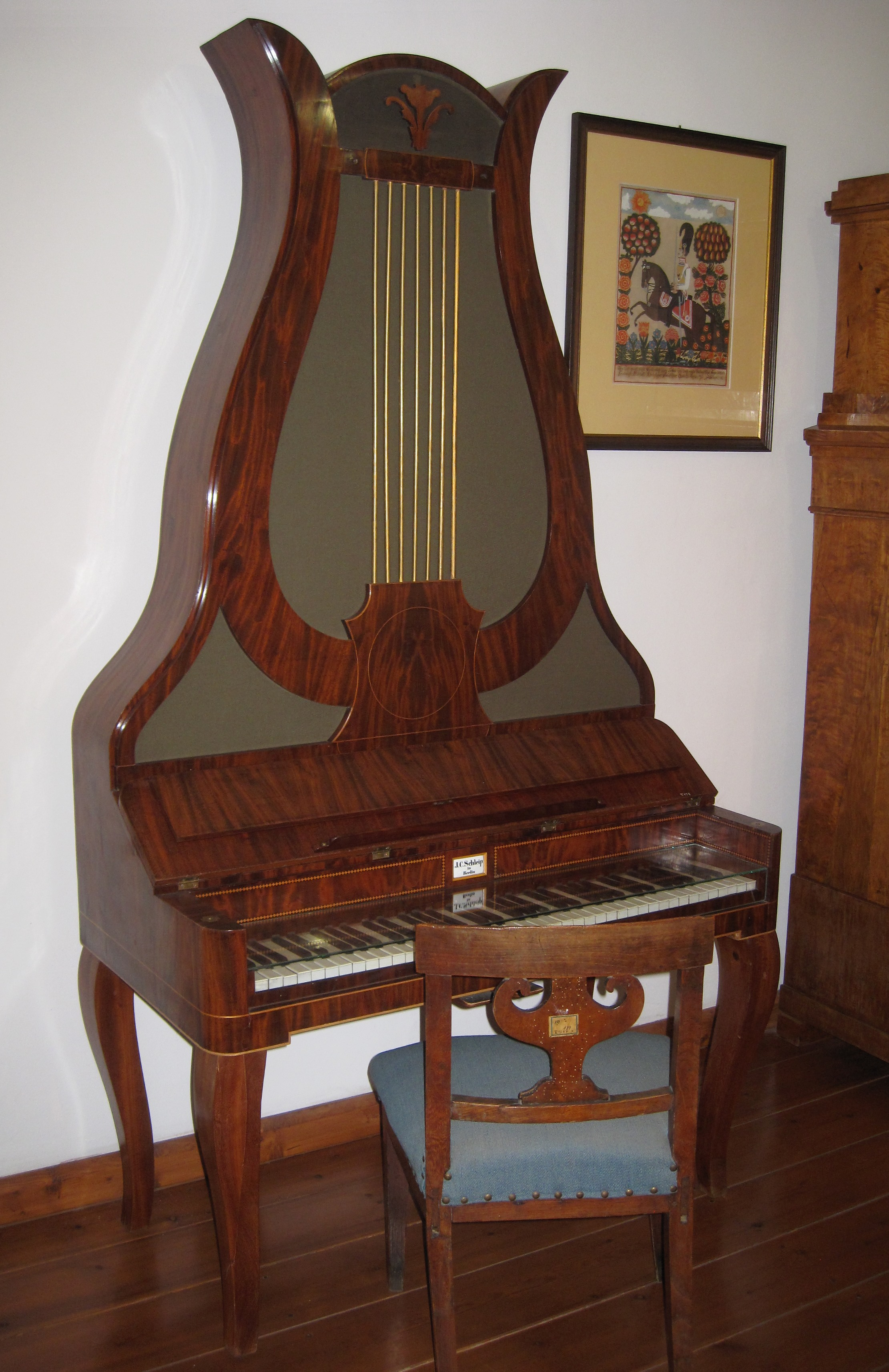
Lyraflügel im Prignitz-Museum in Havelberg

- Lyraflügel, um 1820, geradseitig, 2-chörig, FF-f4,  drei Kniehebel, Gehäuse Massivholz, furniert mit Rot-/Edelholz Tigerwood, Einlegearbeiten Ahorn in Verbindung mit Ebenholz, Klaviatur Elfenbein/Knochenbein auf Weichholz, in Privatbesitz
- Lyraflügel, um 1822, Weimarer Schlossmuseum
- Lyraflügel, im National Music Museum, Vermillion (South Dakota)
- Lyraflügel, um 1835, Mahagoni Holz, im Museum of Fine Arts, Boston
- Lyraflügel, in der Nydahl Collection, Stockholm
- Lyraflügel, in der Cantos Music Collection, Calgary
- Lyraflügel, in der Sweelinck Collection im Museum Geelvinck, Amsterdam
- Lyraflügel, im Prignitz-Museum in Havelberg